# Suizei
Suizei (jap.綏靖天皇, すいぜいてんのう, Suizei-tennō) (29. godina cara Jinmua (神武) 632. pr. Kr.? - 10. dan 5. mjesec 33. godina cara Suizeija (綏靖)/28. lipnja 549. pr. Kr.?) bio je 2. japanski car prema tradicijskom brojanju. Bio je poznat kao  Kamu-nuna-kawa-mimi no mikoto (かむぬなかわみみのみこと), s time što ga kronika Nihon Shoki ime mu piše oblikom (神渟名川耳尊), a kronika Kojiki oblikom (神沼河耳命).
O nadnevku njegova rođenja ne postoje pouzdani izvori. Konvencijski se uzima da je vladao od 23. veljače 581. pr. Kr. do 28. lipnja 549. pr. Kr.

## Mitski car
Suvremeni znanstvenici došli su do pitanja je li ovaj car odnosno jesu li prvih devetorica mitskih careva uopće postojali. Suizeijev pomak car Sujin prvi je za kojeg se veliki broj znanstvenika slaže da je možda i postojao. Ime Suizei-tennō posmrtno su mu dodijelile generacije koje su došle poslije.

## Stare kronike
U kronici Kojikiju je zapisano malo više od njegova imena i rodoslova. Kronika Nihonshoki daje više podataka, iako je odjeljak mitski i skoro u potpunosti izrezan iz sukna kineskih legenda. Carski misasagi odnosno grob cara Suizeija i danas se održava, unatoč tome što nema nikakvih pouzdanih starih zapisa koji bi potvrdili da je ovaj car postojao. Rangira ga se kao prvog od Kesshi Hachidai (欠史八代, osmorice nedokumentiranih vladara, Kesshi Hachidai), odnosno vladara bez posebnih legenda koje se odnose na njih.
Kojiki je zabilježio kako je došao na prijestolje. Prema tom povijesnom izvoru Suizei je bio mlađim sinom Jinmuove glavne supruge Isukeyorihime. Stariji mu je brat Kamuyawimimi (神八井耳命, かむやいみみのみこと) bio carević prijestolonasljednik. Sin Jinmuove niže rangirane supruge Ahiratsuhime Tagishimimi' pokušao je nakon što je Jinmu umro preuzeti prijestolje. Suizei je poticao Kamuyawimimija neka ubije Tagishimimija, no kako se preplašio pred tom zadaćom, Suizei je to obavio. Na osnovi toga Kamuyawimimi je ustupio svoja prava te proglasio da bi smjeliji Suizei trebao biti carem. Priča možda jednostavno objašnjava pokušaj objašnjenja starinske prakse ultimogeniture, gdje je zadnjerođeni dobivao viša prava nasljeđivanja. Tu je praksu poslije zamijenila primogenitura, pravo prvorođenog.[nedostaje izvor] Ako je i zrno povijesne istine iza ovih mitova, vjerojatno može biti da Suizeijeva gola priča pokazuje na jednog od poglavica od četiriju klanova pokrajine Unebi iz razdoblja Yamata koji su se sporili radi prevlasti.[nedostaje izvor]

## Grob
Nije poznato gdje je njegov grob. Ovog se cara tradicijski štuje u šintoističkom spomen svetištu (misasagi) u Nari.
Uprava japanskog carskog dvora označila je ovo mjesto kao njegov mauzolej. Nosi ime Tsukida no oka no e no misasagi.